# Fernanda Romagnoli
Fernanda Romagnoli (Roma, 5 novembre 1916 – Roma, 9 giugno 1986) è stata una poetessa italiana.

## Biografia
Si diploma al Conservatorio di Santa Cecilia di Roma specializzandosi nel pianoforte, terminando al tempo stesso gli studi privatisti nel liceo socio psicopedagogico.
Poco prima della fine del secondo conflitto mondiale, nel 1943, compone la sua prima raccolta poetica intitolata Capriccio con la prefazione di Giuseppe Lipparini. Con i suoi familiari scappa ad Erba l'anno successivo, ritornando poi nella città natale due anni dopo. Si sposa con il militare Vittorio Raganella, cosa che le permette di vivere in diverse località italiane (Firenze, Pinerolo, Caserta) fino agli anni sessanta. È di questi anni la sua seconda opera, Berretto rosso, nel 1965. Partecipa a programmi radiofonici (L'approdo) e alla redazione di alcune riviste letterarie, tra cui “La Fiera Letteraria” e “Forum Italicum”.
Nel panorama letterario italiano Fernanda Romagnoli rimane in una posizione pressoché isolata sviluppando legami di amicizia con Carlo Betocchi e Nicola Lisi, e soprattutto di Attilio Bertolucci che, nel 1973, farà uscire presso Guanda la sua terza raccolta, Confiteor.  L'inappartenenza, l'esclusione, la doppia identità sono temi che toccano le poesie di Fernanda Romagnoli, quasi a rimarcare la sua non volontà di adesione al teatrino dei rapporti sociali, delle relazioni fasulle, della finzione imposta per compiacere il mondo.
Ammalatasi di epatite durante la seconda guerra mondiale, viene operata al fegato nel 1977. Nonostante i ripetuti ricoveri che le impediscono di dedicarsi completamente alla produzione di versi, riesce ancora a pubblicare un'ultima raccolta di poesie inedite, per interessamento di Ginevra Bompiani e Gianfranco Palmery, dal quotidiano «Reporter» nell’inserto «Fine Secolo» e dalla rivista «Arsenale». Inoltre su consiglio di Attilio Bertolucci e Carlo Betocchi continua a scrivere e raccoglie le poesie che confluiranno nel volume, Il tredicesimo invitato, pubblicato da Garzanti nel 1980.
Si spegne all'ospedale romano di Sant'Eugenio il 9 giugno 1986, quando aveva ormai compiuto i 70 anni, pressoché dimenticata.
Donatella Bisutti curatrice del libro postumo Il tredicesimo invitato e altre poesie (2003) descrive così la poesia di Fernanda Romagnoli: "è una poesia dell’anima, dello spirito, dell’energia incontenibile dello spirito. Lo spirito di Fernanda Romagnoli era stato messo in gabbia, per il dolore ha cantato, ma alla fine non ha retto e non riuscendo a spezzare le sbarre per il troppo smarrimento di mettere se stesso contro se stesso, si è spento. Ed è sopravvenuto il silenzio. L’estrema punizione. Forse lo spirito di Fernanda ha ancora bisogno di placarsi e non riesce a farlo. Forse è ancora alla ricerca di un perdono. Forse si aggira come Catherine si aggirava nella brughiera di Cime Tempestose. Forse se il suo spirito trovasse pace, forse se potesse perdonare se stesso anche al di là della morte, allora cambierebbe anche la fortuna editoriale di Fernanda Romagnoli e la sua poesia avrebbe finalmente il riconoscimento pieno, splendente, che si merita."
Oggi l'opera di Fernanda Romagnoli sta tornando alla ribalta tramite nuovi studi che ne ripercorrono la produzione poetica. In particolare in un’intervista del 1991 sui poeti che apprezzava di più, il poeta Attilio Bertolucci dichiarava: «Preferisco non fare nomi. O forse potrei limitarmi a due donne di sicuro valore: Alda Merini e Amelia Rosselli, cui vorrei aggiungere Fernanda Romagnoli che è una poetessa che è morta e non ha ancora avuto quello che merita». Il numero monografico n.161 di "Nuova Corrente" (2018), con scritti inediti, propone una rilettura globale della poesia di Fernanda Romagnoli e offre strumenti critici di conoscenza e approfondimento dei suoi versi.
La poetessa Alida Airaghi scrive su Il Pickwick che uno dei temi costanti della poesia di Fernanda Romagnoli è il distacco: “L’arte di perdere” di cui parlava Elizabeth Bishop, diventa in lei quasi un dovere morale, un’abitudine da assumere per evitare l’ansia del possesso, e per imparare ad accettare la rinuncia, e l’addio ‒ più o meno definitivo ‒ da chi si ama. La morte, quindi, come mistero impenetrabile e inaccettabile, conclusione crudele di un ciclo vitale negli esseri animati e inanimati.

## Opere
- Capriccio, Signorelli, Roma 1943
- Berretto rosso, Edizioni del Sestante, Padova 1965
- Confiteor, Guanda, Parma 1973
- Il tredicesimo invitato, Garzanti, Milano 1980

### Postume
- Mar Rosso. Il Labirinto, Roma 1997
- Il tredicesimo invitato e altre poesie, Scheiwiller, Milano 2003
- La folle tentazione dell'eterno, a cura di Paolo Lagazzi e Caterina Raganella, nota filologica di Laura Toppan e Ambra Zorat, Interno Poesia, Latiano 2022

## Saggi
- Donatella Bisutti, Il fantasma di Fernanda, in "Le Voci della Luna - Quadrimestrale di Informazione e Cultura Letteraria e Artistica" n. 67, marzo 2017
- Emilia Sirangelo, "Fernanda Romagnoli: l'esilio di un poeta", in "Secolo Donna 2017 - Almanacco di poesia italiana al femminile", a cura di Bonifacio Vincenzi, Macabor Editore 2017, ISBN 978-88-85582-31-6
- «Ogni gloria e misura sconvolgendo». Studi sulla poesia di Fernanda Romagnoli, in "Nuova corrente" n.161, 2018
- Paolo Lagazzi, In sangue e in fuoco: le vertigini dell'anima, introduzione a La folle tentazione dell'eterno, Interno Poesia, Latiano 2022